# Vinnemerville
Vinnemerville est une commune française située dans le département de la Seine-Maritime, en région Normandie.

## Géographie
Commune du pays de Caux située non loin de Sassetot-le-Mauconduit.
|                        | Saint-Martin-aux-Buneaux |                  |
| Sassetot-le-Mauconduit | Vinnemerville            | Butot-Vénesville |
|                        | Criquetot-le-Mauconduit  |                  |

### Hydrographie
La commune est située dans le bassin Seine-Normandie. Elle n'est drainée par aucun cours d'eau,.

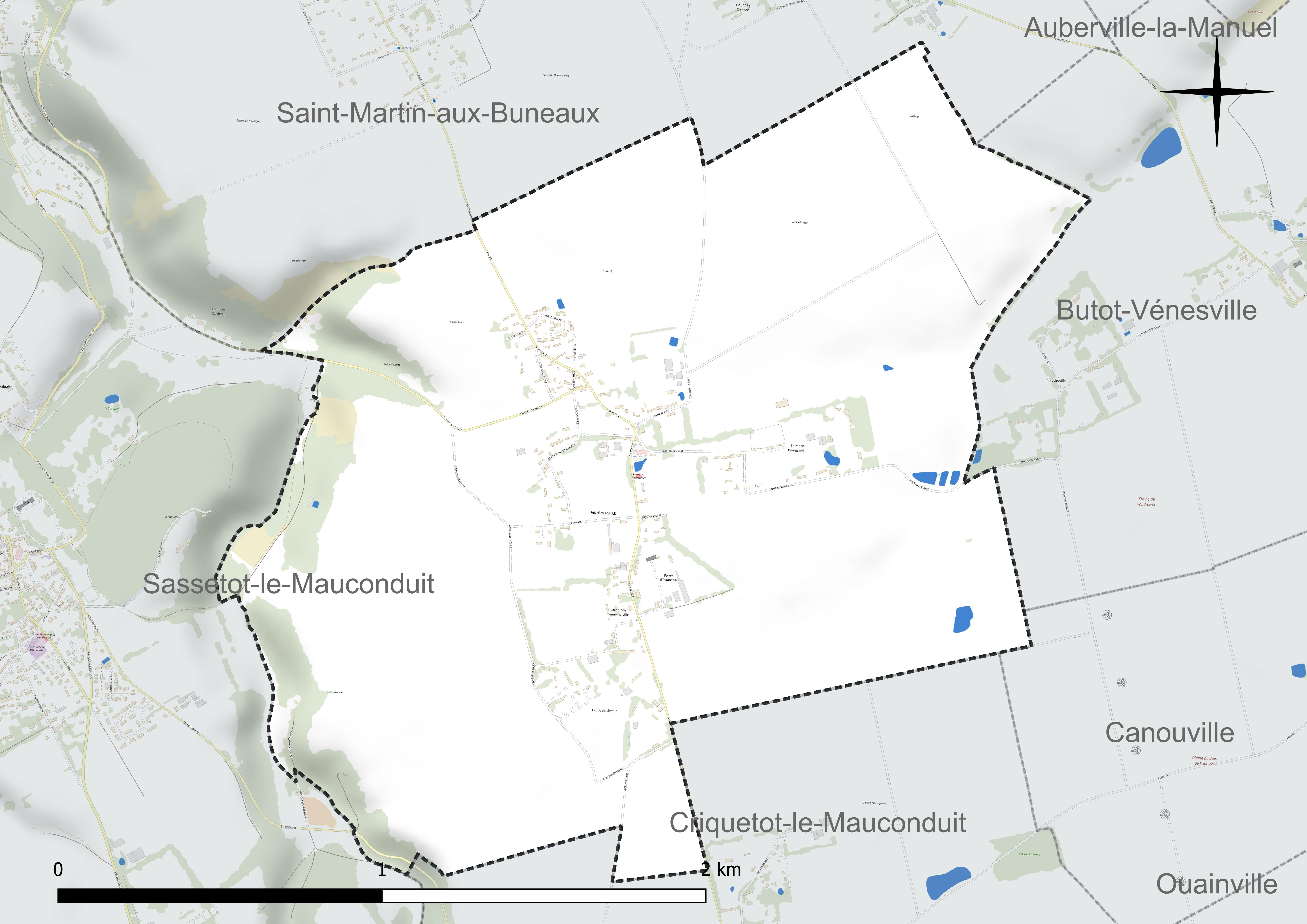
Réseau hydrographique de Vinnemerville.

### Climat
Pour des articles plus généraux, voir Climat de la Normandie et Climat de la Seine-Maritime.
En 2010, le climat de la commune est de type climat océanique franc, selon une étude du CNRS s'appuyant sur une série de données couvrant la période 1971-2000. En 2020, Météo-France publie une typologie des climats de la France métropolitaine dans laquelle la commune est exposée à un climat océanique et est dans la région climatique  Côtes de la Manche orientale, caractérisée par un faible ensoleillement (1 550 h/an) ; forte humidité de l’air (plus de 20 h/jour avec humidité relative > 80 % en hiver), vents forts fréquents. Parallèlement le GIEC normand, un groupe régional d’experts sur le climat, différencie quant à lui, dans une étude de 2020, trois grands types de climats pour la région Normandie, nuancés à une échelle plus fine par les facteurs géographiques locaux. La commune est, selon ce zonage, exposée à un « climat maritime », correspondant au Pays de Caux, frais, humide et pluvieux, légèrement plus frais que dans le Cotentin.
Pour la période 1971-2000, la température annuelle moyenne est de 10,5 °C, avec une amplitude thermique annuelle de 13,2 °C. Le cumul annuel moyen de précipitations est de 898 mm, avec 12,9 jours de précipitations en janvier et 8,8 jours en juillet. Pour la période 1991-2020, la température moyenne annuelle observée sur la station météorologique la plus proche, située sur la commune d'Ectot-lès-Baons à 26 km à vol d'oiseau, est de 10,8 °C et le cumul annuel moyen de précipitations est de 905,5 mm,. Pour l'avenir, les paramètres climatiques de la commune estimés pour 2050 selon différents scénarios d’émission de gaz à effet de serre sont consultables sur un site dédié publié par Météo-France en novembre 2022.

## Urbanisme

### Typologie
Au 1er janvier 2024, Vinnemerville est catégorisée commune rurale à habitat très dispersé, selon la nouvelle grille communale de densité à sept niveaux définie par l'Insee en 2022.
Elle est située hors unité urbaine et hors attraction des villes,.

### Occupation des sols
L'occupation des sols de la commune, telle qu'elle ressort de la base de données européenne d’occupation biophysique des sols Corine Land Cover (CLC), est marquée par l'importance des territoires agricoles (85,2 % en 2018), une proportion sensiblement équivalente à celle de 1990 (85,9 %). La répartition détaillée en 2018 est la suivante : 
terres arables (77,6 %), zones urbanisées (8,3 %), forêts (6,5 %), zones agricoles hétérogènes (6,3 %), prairies (1,4 %). L'évolution de l’occupation des sols de la commune et de ses infrastructures peut être observée sur les différentes représentations cartographiques du territoire : la carte de Cassini (XVIIIe siècle), la carte d'état-major (1820-1866) et les cartes ou photos aériennes de l'IGN pour la période actuelle (1950 à aujourd'hui).

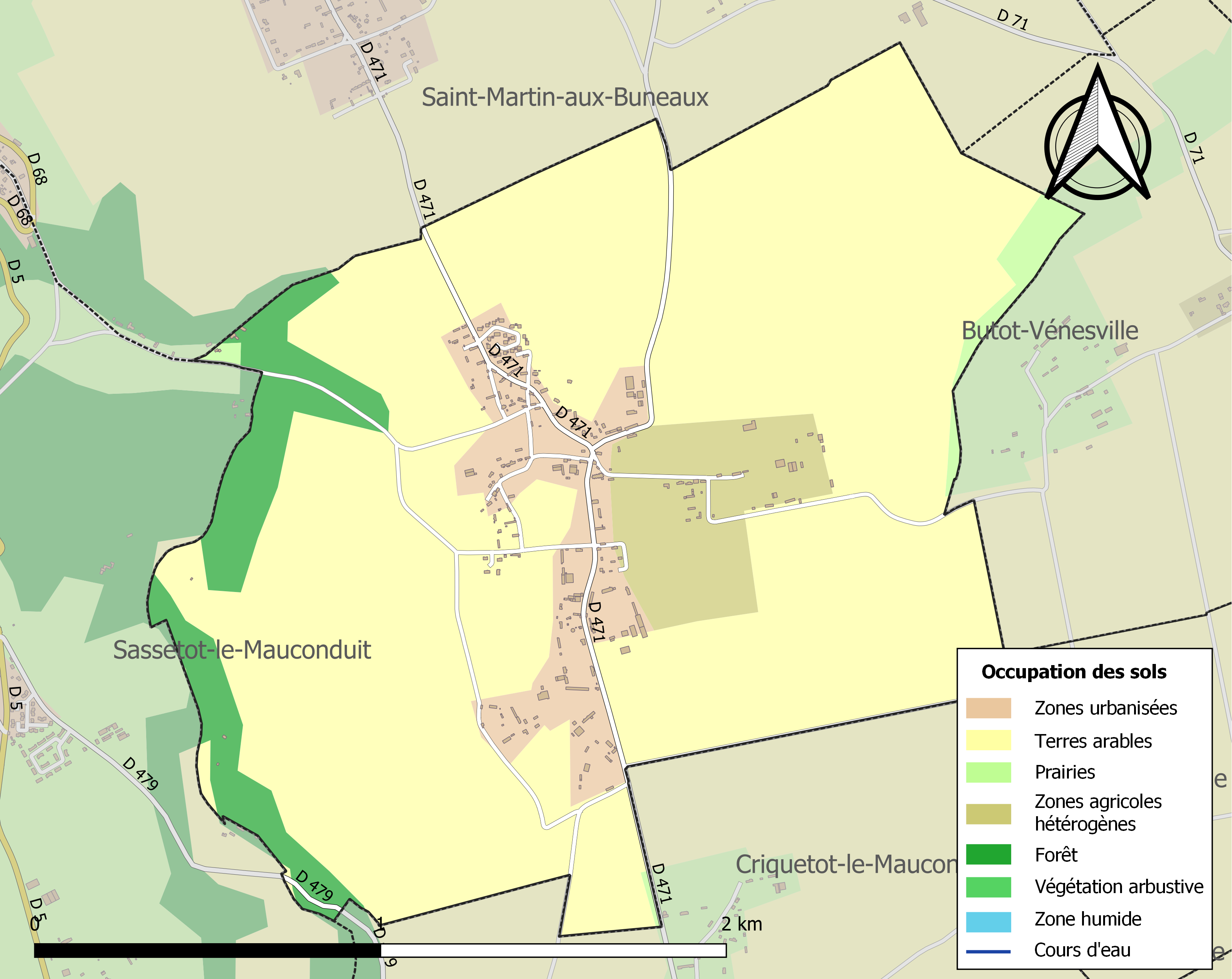
Carte des infrastructures et de l'occupation des sols de la commune en 2018 (CLC).

## Toponymie
Le nom de la localité est attesté sous les formes In Winemervilla vers 1040, 1060 et 1066 ; In Winemarivilla en 1163 ; de Winermervilla en 1172, 1173, 1178 et 1180 ; de Willemervilla en 1281 ; de Vinemersvilla (sans date) ; Apud Winemervillam début du XIIIe siècle 1236 ; Winemervilla en 1219 ; parrochia Sainte Marie de Winemervilla en 1276 ; Parrochia de Wynemervilla en 1245 ; Apud Winemervillam en 1252 ; De parrochia de Wynemervilla en 1265 ; Vinemervilla en 1337 ; Vinemerville en 1319, 1398 et 1433 ; Vinemervilla en 1485 ; Villemervilla en 1500 ; ecclesia Beate Marie de Villemervilla en 1643 ; Notre Dame de Vinnemerville en 1713 ; Vinemerville en 1648 ; Vismerville en 1704 ; Vilmerville ou Vinnemerville en 1738 (Pouillés) ; Vinnemerville en 1715 (Frémont), Vimerville en 1757 (Cassini).

## Politique et administration

### Rattachements administratifs et électoraux
La commune se trouve depuis 1926 dans l'arrondissement du Havre du département de la Seine-Maritime. Pour l'élection des députés, elle fait partie depuis 1988 de la neuvième circonscription de la Seine-Maritime.
Elle faisait partie depuis 1801 du canton de Valmont. Dans le cadre du redécoupage cantonal de 2014 en France, la commune intègre le canton de Fécamp.

### Intercommunalité
La commune était membre de la communauté de communes du canton de Valmont, créée en 2000.
Celle-ci fusionne avec la communauté d'agglomération de Fécamp Caux Littoral pour former le 1er janvier 2017 la Communauté d'agglomération de Fécamp Caux Littoral à laquelle la commune est intégrée contre son gré. Elle obtient de rejoindre le 1er juillet 2017 la communauté de communes de la Côte d'Albâtre, dont elle est désormais membre,.

### Liste des maires
| Période                                  | Période                    | Identité         | Étiquette | Qualité                                                  |
| ---------------------------------------- | -------------------------- | ---------------- | --------- | -------------------------------------------------------- |
| Les données manquantes sont à compléter. |                            |                  |           |                                                          |
|                                          |                            | Henri Georges    |           |                                                          |
| Les données manquantes sont à compléter. |                            |                  |           |                                                          |
| mars 1995                                | mars 2008                  | Fernand Danvy    | DVD       |                                                          |
| mars 2008                                | mai 2020                   | Danièle Caminade |           | Retraitée                                                |
| juillet 2020                             | En cours (au 10 août 2020) | Daniel Georges   |           | Fils d'Henri Georges Agriculteur-propriétaire exploitant |

## Démographie
L'évolution du nombre d'habitants est connue à travers les recensements de la population effectués dans la commune depuis 1793. Pour les communes de moins de 10 000 habitants, une enquête de recensement portant sur toute la population est réalisée tous les cinq ans, les populations de référence des années intermédiaires étant quant à elles estimées par interpolation ou extrapolation. Pour la commune, le premier recensement exhaustif entrant dans le cadre du nouveau dispositif a été réalisé en 2008.

En 2022, la commune comptait 224 habitants, en évolution de +4,67 % par rapport à 2016 (Seine-Maritime : +0,35 %, France hors Mayotte : +2,11 %).
| 1793 | 1800 | 1806 | 1821 | 1831 | 1836 | 1841 | 1846 | 1851 |
| ---- | ---- | ---- | ---- | ---- | ---- | ---- | ---- | ---- |
| 414  | 420  | 410  | 405  | 459  | 469  | 468  | 475  | 465  |

| 1856 | 1861 | 1866 | 1872 | 1876 | 1881 | 1886 | 1891 | 1896 |
| ---- | ---- | ---- | ---- | ---- | ---- | ---- | ---- | ---- |
| 442  | 451  | 489  | 440  | 395  | 402  | 422  | 415  | 365  |

| 1901 | 1906 | 1911 | 1921 | 1926 | 1931 | 1936 | 1946 | 1954 |
| ---- | ---- | ---- | ---- | ---- | ---- | ---- | ---- | ---- |
| 358  | 323  | 285  | 244  | 269  | 252  | 243  | 232  | 226  |

| 1962 | 1968 | 1975 | 1982 | 1990 | 1999 | 2006 | 2008 | 2013 |
| ---- | ---- | ---- | ---- | ---- | ---- | ---- | ---- | ---- |
| 202  | 188  | 160  | 203  | 196  | 211  | 209  | 208  | 218  |

| 2018 | 2022 | - | - | - | - | - | - | - |
| ---- | ---- | - | - | - | - | - | - | - |
| 217  | 224  | - | - | - | - | - | - | - |

## Culture locale et patrimoine

### Lieux et monuments
- Église Notre-Dame.

### Personnalités liées à la commune
Narcisse Émile Panchout, né le 30 juin 1847 à Vinnemerville. Décédé et inhumé le 16 août 1921 à Vinnemerville. Ancien ordonnance du maréchal Mac Mahon.

## Pour approfondir